# Aldo Di Clemente
| Odkryte planetoidy: 1 (wspólnie z Andreą Boattinim) | Odkryte planetoidy: 1 (wspólnie z Andreą Boattinim) | Odkryte planetoidy: 1 (wspólnie z Andreą Boattinim) |
| --------------------------------------------------- | --------------------------------------------------- | --------------------------------------------------- |
| (26914) 1996 KC1                                    | 20 maja 1996                                        |                                                     |

Aldo Di Clemente (ur. w 1948) – włoski astronom amator.
Od 1982 r. pracował jako technik w stacji astronomicznej Campo Imperatore Rzymskiego obserwatorium; pomagał w realizacji programu Campo Imperatore Near Earth Object Survey (CINEOS). Wspólnie z Andreą Boattinim odkrył jedną planetoidę.
Jego nazwiskiem nazwano planetoidę (91214) Diclemente.